# Protopape
Un protopape (en grec Πρωτόπαππας Protopappas « premier prêtre ») est un prêtre de rang élevé dans les Églises orthodoxes, correspondant au rang d'archiprêtre ou de doyen. Il est appelé blagotchinny (благочинный) aujourd'hui en russe, ce qui est la traduction exacte de doyen. 

## Historique
Le rôle du protopape a varié au cours des âges et dans les différentes églises : les titres de protopape, d'archiprêtre (αρχιπρεσβύτερος archipresbyteros), de protoïéreus (πρωτοιερεύς protoiereus) et de protoprêtre (πρωτοπρεσβύτερος protopresbyteros) ont souvent eu le même sens, bien qu'ils aient été distingués quelquefois.
Généralement, le protopape occupe la plus haute dignité parmi les prêtres, immédiatement après l'évêque. Il peut être à la tête d'un collège de prêtres, délégué par l'évêque pour les devoirs de visites ou de juridiction, ou encore le remplaçant de l'évêque en cas de vacance du siège. Ces fonctions sont comparables à celles d'un doyen du chapitre, d'un vicaire général, ou d'un administrateur diocésain dans l'Église catholique.
Le protopape de Sainte-Sophie de Constantinople jouissait d'un tel prestige qu'il occupait, dans les fonctions ecclésiastiques, le premier poste après le patriarche, et il était appelé Magnus Protopapas. L'Empereur avait également un protopape de sa chapelle.
Actuellement, le titre de protopape est le plus souvent simplement honorifique.

## Aujourd'hui
Aujourd'hui le titre de doyen (Protoiereus) dans l'Église orthodoxe russe est appliqué à un prêtre à la tête d'un groupe de paroisses, en général une dizaine, qui a un rôle de conseil et de coordonnateur.